# Bolpress
Bolpress est une agence de presse bolivienne.
- Édition : Miguel Lora ;
- administration générale : Osvaldo Calle ;
- journalistes : Pablo Cingolani, Verónica Cayoja, Consuelo Sánchez.